# Josef Rasselnberg
Josef Rasselnberg (Düsseldorf, 18 dicembre 1912 – 9 febbraio 2005) è stato un calciatore tedesco, di ruolo attaccante.